# أنخيل سانتوس خواريز
أنخيل سانتوس خواريز (بالإسبانية: Ángel Santos Juárez)‏ هو خزاف ورسام مكسيكي، ولد في 10 أبريل 1964.